# Raúl Rosas Jr.
Raúl Gilberto Rosas Ríos Jr. (Clovis, Novo México, 8 de outubro de 2004) é um lutador de artes marciais mistas mexicano de origem americana que compete na categoria peso-galo do Ultimate Fighting Championship (UFC). Ele é conhecido por ser o lutador mais jovem a assinar com a organização, com apenas 17 anos.

## Primeiros anos
Os pais de Rosas Jr. imigraram inicialmente para os Estados Unidos de Iztapalapa, um subúrbio da Cidade do México, e se estabeleceram em Clovis, Novo México, onde Raúl nasceu. Com apenas 13 anos, ele se mudou com a família para Santa Rosa, Califórnia, em 2017. Começou a lutar no ensino médio e participou do Pankration, um esporte amador semelhante ao MMA. Depois de alguns anos em Santa Rosa, os pais de Rosas Jr. decidiram levar a carreira de luta livre dos filhos um passo adiante. Como amador, com apenas 14 anos, ele competiu no Campeonato Mundial da IMMAF em Roma, onde conquistou o ouro. Mais tarde, estabeleceu-se em Tijuana, México.

## Carreira no MMA

### UWC México e DWSC
Em novembro de 2021, Rosas Jr. fez sua estreia profissional no MMA pela promoção mexicana Ultimate Warrior Challenge México. Após terminar com um recorde de 5-0 no UWC México, Rosas Jr. foi convidado para participar do Dana White's Contender Series em 20 de setembro de 2022 contra Mando Gutiérrez, onde venceu a luta por decisão unânime e se tornou o lutador mais jovem a receber um contrato com o UFC. Este recorde era anteriormente detido por Chase Hooper.

### Ultimate Fighting Championship
Rosas Jr. estreou no UFC contra Jay Perrin em 10 de dezembro de 2022, no UFC 282. Ele venceu a luta com um mata-leão no primeiro round. Como resultado, ele recebeu o prêmio de Performance da Noite.
Rosas Jr. enfrentou Christian Rodriguez em 8 de abril de 2023, no UFC 287. Ele perdeu a luta por decisão unânime.
Rosas Jr. enfrentou Terrence Mitchell em 16 de setembro de 2023, no UFC Fight Night 227. Ele venceu a luta por nocaute técnico no primeiro round. Como resultado, ele recebeu seu segundo prêmio de Performance da Noite.
Rosas Jr. estava programado para enfrentar Ricky Turcios em 24 de fevereiro de 2024, no UFC Fight Night 237. No entanto, Rosas Jr. foi forçado a se retirar pouco antes do início da luta devido a uma doença. Como resultado, a luta foi adiada por uma semana para o UFC Fight Night 238. No entanto, a luta foi cancelada devido à falta de contrato. Rosas Jr. posteriormente enfrentou Turcios no UFC on ESPN 57 em 8 de junho de 2024, onde venceu por finalização no segundo round. Como resultado, ele recebeu seu terceiro prêmio de Performance da Noite.
Rosas Jr. enfrentou Aori Qileng em 14 de setembro de 2024, no UFC 306. Ele venceu a luta por decisão unânime.
Rosas Jr. enfrentou Vince Morales em 29 de março de 2025, no UFC on ESPN 64. Ele venceu a luta por decisão unânime.

## Campeonatos e realizações
- Ultimate Fighting Championship
  - Performance da Noite (Três vezes) vs. Jay Perrin, Terrence Mitchell e Ricky Turcios[12][7][18]

## Cartel no MMA
| Cartel no MMA   |             |           |
| 12 lutas        | 11 vitórias | 1 derrota |
| Por nocaute     | 2           | 0         |
| Por finalização | 6           | 0         |
| Por decisão     | 3           | 1         |

| Res.    | Cartel | Oponente                | Método                       | Evento                                   | Data       | Round | Tempo | Local               | Notas                 |
| ------- | ------ | ----------------------- | ---------------------------- | ---------------------------------------- | ---------- | ----- | ----- | ------------------- | --------------------- |
| Vitória | 11–1   | Vince Morales           | Finalização (mata-leão)      | UFC on ESPN: Moreno vs. Erceg            | 29/03/2025 | 3     | 5:00  | Cidade do México    |                       |
| Vitória | 10–1   | Aori Qileng             | Finalização (mata-leão)      | UFC 306                                  | 14/09/2024 | 3     | 5:00  | Las Vegas, Nevada   |                       |
| Vitória | 9–1    | Ricky Turcios           | Finalização (mata-leão)      | UFC on ESPN: Cannonier vs. Imavov        | 08/04/2024 | 2     | 2:22  | Lousville, Kentucky | Performance da Noite. |
| Vitória | 8–1    | Terrence Mitchell       | Finalização (mata-leão)      | UFC Fight Night: Grasso vs. Shevchenko 2 | 16/09/2023 | 1     | 0:54  | Las Vegas, Nevada   | Performance da Noite. |
| Derrota | 7–1    | Christian Rodriguez     | Finalização (mata-leão)      | UFC 287                                  | 08/04/2023 | 3     | 5:00  | Las Vegas, Nevada   |                       |
| Vitória | 7–0    | Jay Perrin              | Finalização (mata-leão)      | UFC 282                                  | 10/12/2022 | 1     | 2:44  | Las Vegas, Nevada   | Performance da Noite. |
| Vitória | 6–0    | Mando Gutiérrez         | Nocaute técnico (socos)      | Dana White's Contender Series 55         | 20/09/2022 | 3     | 5:00  | Las Vegas, Nevada   |                       |
| Vitória | 5–0    | Andres Portocarrero     | Nocaute técnico (socos)      | UWC México 35                            | 24/06/2022 | 1     | 2:11  | Tijuana             |                       |
| Vitória | 4–0    | Jose Guadalupe Peñaloza | Finalização (mata-leão)      | UWC México 34                            | 27/05/2022 | 2     | 2:25  | Tijuana             |                       |
| Vitória | 3–0    | Francisco Villanueva    | Finalização (chave de braço) | UWC México 33                            | 29/04/2022 | 2     | 2:07  | Tijuana             |                       |
| Vitória | 2–0    | Joel Peña               | Finalização (chave de braço) | UWC México 32                            | 25/03/2022 | 1     | 0:54  | Tijuana             |                       |
| Vitória | 1–0    | Eduardo Velázquez       | Finalização (mata-leão)      | UWC México 30                            | 26/11/2021 | 1     | 1:01  | Tijuana             |                       |